# Martti Marttelin
Martti Bertil Marttelin (Turku, 18 de junho de 1897 – Leningrado, 1 de março de 1940) foi um atleta finlandês de corrida de longa distância.
Ganhou uma medalha de bronze na maratona dos Jogos Olímpicos de Verão de 1928.